# Ronnie Moore
Ronnie Moore, właśc. Ronald Leslie Moore (ur. 8 marca 1933 w Hobart, zm. 18 sierpnia 2018) – nowozelandzki żużlowiec.

## Życiorys

### Kariera sportowa
Dwukrotny indywidualny mistrz świata (1954, 1959). Dwukrotny medalista mistrzostw świata par: złoty (1970) oraz srebrny (1972). Czterokrotny medalista drużynowych mistrzostw świata, w barwach Wielkiej Brytanii: dwukrotnie złoty (1971, 1972) oraz dwukrotnie srebrny (1962, 1969). Rywalizował także samochodami wyścigowymi

### Życie prywatne
Syn Lesa Moore’a, również żużlowca.

## Przynależność klubowa
Wielka Brytania
- Wimbledon Dons (1950–1963)
- Wimbledon Dons (1969–1972)

## Osiągnięcia
Indywidualne Mistrzostwa Świata
- 1950 –  Londyn – 10. miejsce – 7 pkt → wyniki
- 1951 –  Londyn – 4. miejsce – 11 pkt → wyniki
- 1952 –  Londyn – 4. miejsce – 10 pkt → wyniki
- 1953 –  Londyn – 6. miejsce – 9 pkt → wyniki
- 1954 –  Londyn – 1. miejsce – 15 pkt → wyniki
- 1955 –  Londyn – 2. miejsce – 12+3 pkt → wyniki
- 1956 –  Londyn – 2. miejsce – 12 pkt → wyniki
- 1958 –  Londyn – 6. miejsce – 9 pkt → wyniki
- 1959 –  Londyn – 1. miejsce – 15 pkt → wyniki
- 1960 –  Londyn – 2. miejsce – 14+2 pkt → wyniki
- 1961 –  Malmö – 6. miejsce – 10 pkt → wyniki
- 1962 –  Londyn – 5. miejsce – 9 pkt → wyniki
- 1969 –  Londyn – 11. miejsce – 6 pkt → wyniki
- 1970 –  Wrocław – jako rezerwowy – nie startował → wyniki
- 1971 –  Göteborg – 10. miejsce – 5 pkt → wyniki

## Odznaczenia
- Kawaleria Orderu Imperium Brytyjskiego (MBE) – 1985[3].